# Jiřina Štorková-Alexandrová
Jiřina Štorková-Alexandrová (21. srpna 1896 Praha – 23. března 1979 Praha 4) byla česká redaktorka, sociální pracovnice.

## Životopis
Rodiče (svatba 19. 6. 1895) Jindřich Václav Alexander (1867–1941) – odborný učitel, spisovatel, redaktor a vydavatel, Anna Alexandrová-Adamcová (1875–1931). Sourozenci Milada Fořtová-Alexandrová (1900–1987) a Ludmila Jiroutová-Alexandrová (1901–1972) – grafička, umělecká knihařka.
Jiřina pracovala jako redaktorka a sociální pracovnice. Provdala se za Vladimíra Štorka – českého operního pěvce, tenoristu. Bydlela v Praze XIII číslo 601.

## Dílo

### Spis
- Nad kolébkou[1]